# Service Interface for Realtime Information
« SIRI » redirige ici. Pour les autres significations, voir Siri.
 (octobre 2017).
La norme Service Interface for Realtime Information (SIRI) définit un protocole pour l'échange d'informations, en temps réel, sur les réseaux de transport en commun. Il s'agit des échanges entre systèmes, et non la communication avec l'usager final ou l'afficheur. SIRI définit la notion de temps réel comme étant toute modification de l'information intervenant après la publication de « fiches horaire ». SIRI ne diffuse donc pas de description complète de l'offre de transport théorique, mais uniquement les modifications de cette offre, ou l'état des horaires attendus pour un élément à un moment donné.

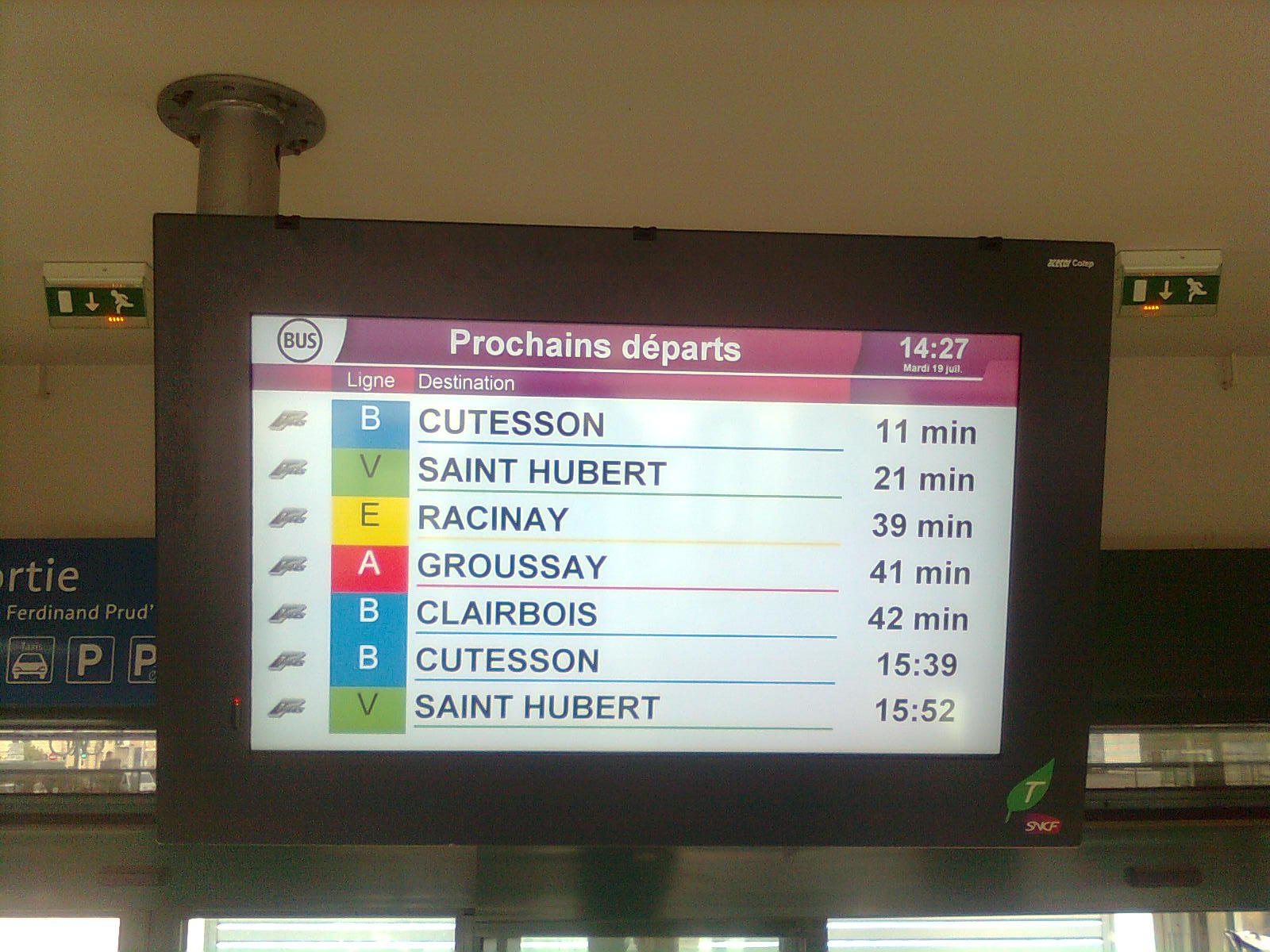
Écran multi-modal utilisant SIRI en gare de Rambouillet.

## SIRI et le STIF
La norme européenne SIRI a été établie et déclinée en Île-de-France par le Syndicat des transports d'Île-de-France (STIF) en 2009. Elle commence à être appliquée en test sur plusieurs lignes d'Île-de-France (du transporteur Veolia), comme on peut le voir ci-contre en gare de Rambouillet.
L'information multi-modale existait déjà depuis longtemps mais ne respectait aucun protocole normalisé. La RATP utilise le système d'information en ligne (SIEL) tandis que la SNCF utilise Infogare. Les compagnies privés utilisent parfois des systèmes propres mais beaucoup de petites compagnies n'ont tout simplement pas de système en temps réel.